# Hernando de Soto
Hernando de Soto (Barcarrota o Jerez de los Caballeros, in Estremadura, ca. 1496 o 1500 – 21 maggio 1542) è stato un esploratore e militare spagnolo.
Prese parte alla conquista di Panama e Nicaragua, partecipò alla conquista del Perù al fianco di Francisco Pizarro e successivamente guidò la più grande spedizione del XVI e XVII secolo attraverso la parte sud-orientale di quelli che oggi sono gli Stati Uniti. Morì probabilmente sul fiume Mississippi, a pochi chilometri a valle dell'attuale Memphis.

## Infanzia e giovinezza
La data di nascita di Hernando de Soto non è certa. Sebbene nel 1535 affermasse di avere «circa 35 anni», già l'anno successivo, nel 1536, dichiarò di essere «intorno ai 40». Il fatto che, secondo fonti attendibili, de Soto fosse partito per il Nuovo Mondo nel 1514 avvalora l'ipotesi di una sua nascita nel 1500, poiché nella Spagna dell'epoca era consuetudine lasciare la casa dei genitori a 14 anni. De Soto era il secondo dei quattro figli di Francisco Méndez de Soto, un povero gentiluomo di campagna, e di Leonor Arias. Non poteva sperare di ereditare nulla della piccola fortuna paterna. I suoi antenati appartenevano alla nobiltà minore spagnola (hidalgos); il più noto tra loro fu Pedro Ruiz de Soto, che contribuì alla riconquista di Siviglia durante la Reconquista. De Soto crebbe nell'arida e povera regione di confine dell'ex regno musulmano di Granada, l'Estremadura, caratterizzata, secondo un noto detto spagnolo, da «tre mesi d'inverno, nove mesi d'inferno». Da questa stessa provincia provenivano molti altri celebri conquistadores spagnoli, tra cui Hernán Cortés, Francisco Pizarro e Vasco Núñez de Balboa.

### Arrivo nel Nuovo Mondo e carriera
Nel 1514, Hernando de Soto accompagnò Pedrarias Dávila nelle colonie spagnole d'oltremare e sbarcò a Panama con nient'altro che una spada e uno scudo. Nel 1516 divenne comandante di un'unità di cavalleria e, in questo ruolo, accompagnò Francisco Hernández de Córdoba nella sua spedizione di esplorazione e colonizzazione attraverso il Nicaragua e l'Honduras. Durante questo periodo, de Soto si guadagnò la reputazione di eccellente tattico, combattente e cavaliere, distinguendosi anche per la massima brutalità e spietatezza nei confronti della popolazione locale. Nella disputa per il governo del Nicaragua, de Soto combatté a favore di Dávila contro Gil González Dávila. Quest'ultimo, un tempo ufficiale di Dávila, aveva cercato di svincolarsi dalla sua autorità. De Soto denunciò il tradimento a Dávila e sconfisse un esercito di González, consentendo così a Dávila di assicurarsi il controllo della regione. Nel 1528, de Soto guidò autonomamente una spedizione lungo la costa dello Yucatán, nella speranza di trovare un collegamento marittimo tra l'Atlantico e il Pacifico.
In America, de Soto accumulò ingenti ricchezze, principalmente grazie alla tratta degli schiavi. All'epoca possedeva già vaste tenute nelle colonie spagnole, miniere d'oro, navi mercantili e numerosi schiavi, ma il suo obiettivo sembrava essere quello di eguagliare il successo militare di Hernán Cortés con la conquista dell'impero azteco.
Nel 1532 accompagnò Francisco Pizarro come suo diretto rappresentante nella spedizione contro il Perù, esplorando il territorio. Fu lui a scoprire la città di Cajas, dove i suoi uomini violentarono le vergini inca del Tempio del Sole. Con un distaccamento di 50 uomini, trovò successivamente la strada per Cuzco, capitale dell'impero inca, e fu il primo europeo a parlare con il re inca Atahualpa. Dopo la sconfitta e la prigionia di quest'ultimo nella battaglia di Cajamarca, de Soto gli fece più volte visita e tra i due si instaurò un rapporto di amicizia. Tuttavia, rimase scioccato alla notizia dell'esecuzione di Atahualpa e, alla fine, entrò in contrasto con Pizarro riguardo alla spartizione dell'impero andino tra i conquistadores. Nel 1536 tornò in Spagna con circa 100.000 pesos d'oro, la sua parte del bottino della conquista dell'impero inca. Ormai celebre e considerato un eroe, si stabilì a Siviglia, dove nel 1537 sposò Inés de Bobadilla, figlia di Dávila e membro di una delle famiglie più rispettate della Castiglia, con solidi legami con la corte reale spagnola. De Soto era ormai un uomo influente, rispettato e conosciuto in tutta la Spagna, all'apice della sua fama e della sua ricchezza.
Avendo visto le leggendarie ricchezze del Perù, de Soto sospettava che esistesse qualcosa di simile anche in Florida, basandosi sulle testimonianze di Álvar Núñez Cabeza de Vaca, sopravvissuto alla fallimenare spedizione in Florida di Pánfilo de Narváez. Il tentativo di conquista di Narváez, condotto con estrema brutalità, si era trasformato in un disastro: solo quattro dei 400 uomini erano sopravvissuti. De Soto intravide l'opportunità di emulare Pizarro e Cortés. Nominato da Carlo V governatore di Cuba e Adelantado della Florida (termine che all'epoca indicava tutti i territori a nord del Messico), vendette tutte le sue proprietà e utilizzò i proventi per finanziare una spedizione in quella terra ancora inesplorata. Il compito della missione era quello di «conquistare, popolare e pacificare la regione ancora sconosciuta entro quattro anni».

### La spedizione in Florida (1538-1542)

#### Itinerario
Il percorso esatto della spedizione di Hernando de Soto è da sempre oggetto di dibattito tra storici e politici locali. La principale fonte a nostra disposizione sono i diari redatti dagli spagnoli, giunti fino a noi. Tuttavia, anche analizzando questi testi con il consueto spirito critico richiesto da tali fonti, nel caso di de Soto emergono ulteriori difficoltà. Gli spagnoli, infatti, erano del tutto all'oscuro del territorio che stavano attraversando e la comunicazione con la popolazione locale avveniva spesso attraverso una lunga catena di interpreti. È quindi altamente probabile che i nomi di luoghi e persone siano stati tramandati in modo errato. Inoltre, molte delle guide indigene e delle persone con cui gli spagnoli entravano in contatto avevano un chiaro interesse a fuorviare intenzionalmente la spedizione. La versione più diffusa dell'itinerario di de Soto, quella insegnata nelle scuole americane, si basa su un rapporto del Congresso degli Stati Uniti condotto sotto la direzione dell'antropologo John R. Swanton nel 1939.
Mentre la prima parte del percorso, fino alla battaglia di Mabila, è stata ricostruita con una discreta precisione, seppur con alcune incertezze, la seconda parte è rimasta a lungo oggetto di congetture. Questo perché, all'epoca di Swanton, gli studiosi non potevano ancora fare affidamento su prove archeologiche che confermassero le loro ipotesi. Secondo la ricostruzione tradizionale, l'itinerario di de Soto procedeva in direzione nord/nord-ovest, attraversando gli odierni stati americani del Mississippi, dell'Arkansas e dell'Oklahoma, fino al Texas.
Molti dei dati raccolti da Swanton sono oggi considerati obsoleti. Nel 1990, l'Amministrazione dei Parchi Nazionali degli Stati Uniti avviò un progetto per determinare con nuove metodologie quello che negli Stati Uniti è noto come De Soto Trail. Il nuovo studio si basò sulle ricerche dell'antropologo Charles M. Hudson, portando all'elaborazione di un nuovo percorso, oggi noto tra gli specialisti come Hudson Route. Questa ridefinizione dell'itinerario scatenò una tempesta di proteste in molte contee e parrocchie, poiché in alcune aree l'immagine di de Soto era fortemente radicata nella narrativa patriottica. Mentre stati come Florida e Alabama hanno aggiornato la segnaletica stradale in base alle nuove scoperte, altri continuano a sostenere il tracciato proposto da Swanton.
Alcune teorie alternative ipotizzano che de Soto si sia spinto ancora più a nord, attraversando il Kentucky e l'Indiana, fino ai Grandi Laghi.

#### 1538 - A Cuba
Dopo uno scalo alle isole Canarie, Hernando de Soto si diresse prima a Cuba. Al suo arrivo, trovò L'Avana devastata: la città era stata saccheggiata e incendiata dai pirati francesi poco tempo prima. De Soto ordinò la sua ricostruzione affidandola ai suoi uomini, mentre lui stesso continuava a raccogliere provviste, cavalli e uomini per la spedizione in Florida. Nel maggio 1539, de Soto sbarcò con circa 600-700 uomini (tra cui 24 sacerdoti), nove navi e 220 cavalli sulla costa occidentale della Florida, nella Baia di Tampa, che ribattezzò Espíritu Santo. Convinto che la regione che intendeva colonizzare contenesse città ricche come Cuzco o Città del Messico, portò con sé tonnellate di attrezzature, strumenti, armi, cannoni e persino cani da guerra e maiali. I cani, in particolare, si rivelarono armi terribili contro i nativi nel corso della campagna. Oltre ai marinai, nella spedizione erano presenti sacerdoti, fabbri, artigiani, ingegneri, contadini e commercianti. Molti di loro avevano a malapena lasciato il proprio villaggio natale prima di allora, e quasi nessuno aveva mai visto qualcosa al di fuori della Spagna.
Nel frattempo, il viceré del Messico, Antonio de Mendoza, aveva inviato una spedizione guidata da Francisco Vásquez de Coronado lungo la costa del Pacifico, fino all'attuale California. De Soto temeva che ciò potesse mettere a rischio il suo dominio sulla Florida e, per tutta la durata del viaggio, si preoccupò di scoprire tesori favolosi e terre adatte all'insediamento prima di Coronado.

#### 1539 - L'arrivo in Florida
Da Espíritu Santo ebbe inizio l'esplorazione della Florida e di gran parte degli odierni stati meridionali degli Stati Uniti. Tuttavia, già in Florida, la spedizione incontrò gravi difficoltà. Il territorio non era affatto ricco d'oro, come speravano gli spagnoli, ma prevalentemente paludoso, infestato di zanzare e caratterizzato da un clima estremamente umido. Inoltre, la presenza di schiavi indigeni tra le file spagnole suscitò l'ira delle tribù locali.
La popolazione locale aveva già avuto un'esperienza negativa con gli spagnoli durante la precedente spedizione di Pánfilo de Narváez. Le truppe di de Soto si dimostrarono altrettanto brutali: catturavano gli indiani per usarli come schiavi o guide, violentavano le donne, abusavano dei bambini e saccheggiavano sistematicamente i villaggi alla ricerca di cibo per sé e per i loro animali. Spesso, de Soto ordinava di bruciare i villaggi o di erigere croci cristiane nei luoghi sacri degli indigeni, come segno della supremazia del cristianesimo. Inoltre, oltre a ridurre gli indiani in schiavitù, gli spagnoli rapivano spesso i capi tribù, tenendoli come ostaggi per garantirsi un passaggio sicuro attraverso i territori nemici.
L'elemento chiave per la comunicazione con le tribù fu Juan Ortiz, un uomo che era arrivato in Florida con la spedizione di Narváez e che era stato catturato dagli Uzica. Ortiz era l'unico sopravvissuto tra quattro prigionieri spagnoli e aveva resistito a gravi torture durante la sua prigionia. Alla prima occasione, si unì alla nuova spedizione spagnola, sfruttando la sua conoscenza del territorio e delle lingue locali per servire da interprete. Un'altra figura fondamentale fu Perico, un ragazzo di circa 17 anni originario dell'attuale Georgia, che parlava diverse lingue indigene e riusciva a comunicare anche con Ortiz. Perico fu reclutato come guida nel 1540 e, a causa della sua importanza, sembra sia stato trattato meglio rispetto agli altri schiavi. Dopo aver marciato verso nord, la spedizione stabilì il suo primo accampamento invernale ad Anhaica, la capitale degli Apalachee, nei pressi dell'odierna Tallahassee. Questo sito rappresenta l'unico luogo lungo il percorso di de Soto in cui gli archeologi hanno trovato prove certe del passaggio degli spagnoli.

#### 1540 - Verso nord, la battaglia di Mabila
La spedizione proseguì verso nord, lungo il versante orientale degli Appalachi, lasciando una scia di devastazione al suo passaggio. Con alcune tribù, gli spagnoli cercavano di scambiare provviste in cambio di alcuni capi del loro branco di maiali, mentre con altre imponevano la loro volontà con la forza. Attraversarono così la Georgia, la Carolina del Sud e la Carolina del Nord. Dopo aver sentito parlare di un leggendario tesoro d'oro appartenente ai Cofitachequi, e accompagnati dagli Ocute della Georgia (nemici di questi ultimi), gli spagnoli si diressero a nord. Tuttavia, a metà maggio, dopo settimane di marcia, si resero conto che né Perico né gli Ocute conoscevano realmente la posizione della terra dei Cofitachequi. Affamati e assetati, gli spagnoli trovarono infine la capitale di questa tribù, nei pressi dell'attuale Camden, nella Carolina del Sud. Nonostante avessero saccheggiato diversi villaggi cofitachequi lungo il cammino, gli spagnoli furono accolti in modo relativamente amichevole e chiesero subito di vedere l'oro. Tuttavia, il tanto atteso metallo prezioso si rivelò essere semplice rame. In città trovarono comunque perle e armi, e decisero di prendere in ostaggio la giovane leader della tribù, descritta dalle fonti come una figura estremamente carismatica. Successivamente, vagarono per settimane alla ricerca di ricchezze, attraversando quelle che oggi sono le Caroline, la Georgia e l'Alabama, senza una meta ben definita.
Nel corso di questi spostamenti, gli spagnoli avanzarono sempre più verso ovest fino a raggiungere il nord dell'Alabama, dove si imbatterono nella città fortificata di Mabila (nota anche, a seconda delle fonti, come Mavila, Mavilla, Mauvilla o Mauvila). Qui, i Choctaw, guidati dal loro capo Tuscalusa, tesero loro una trappola: gli spagnoli furono attirati nella piazza centrale della città, circondata da palizzate e ben difesa. Scoperto l'inganno, gli spagnoli riuscirono a liberarsi dalla trappola, ma dovettero affrontare numerosi assalti alla città. La battaglia di Mabila, durata nove ore, fu sanguinosa: quasi tutti gli spagnoli riportarono ferite, 20 furono uccisi sul campo e altri 20 morirono nei giorni successivi a causa delle ferite riportate. Dall'altro lato, tra 2000 e 6000 guerrieri Choctaw perirono nel combattimento, nell'incendio che distrusse completamente la città, a seguito delle esecuzioni spagnole o per suicidio. Sebbene de Soto e i suoi uomini fossero riusciti a prevalere, la vittoria fu amara: oltre ad aver perso gran parte delle ricchezze accumulate nei saccheggi, persero anche 40 cavalli e si ritrovarono feriti, malati e quasi privi di equipaggiamento, nel cuore di un territorio ostile e sconosciuto. Dopo la battaglia di Mabila, il rispetto delle popolazioni locali per gli spagnoli crollò, e questi ultimi divennero sempre più bersagli di attacchi e azioni di guerriglia. Ormai esausti e scoraggiati, molti uomini della spedizione volevano raggiungere la costa per ricongiungersi con le navi attese da Cuba, che sarebbero dovute arrivare per recuperarli. Tuttavia, de Soto era determinato a proseguire l'esplorazione. Con questa decisione, la spedizione trascorse l'inverno a Chicaza, nell'attuale Mississippi.

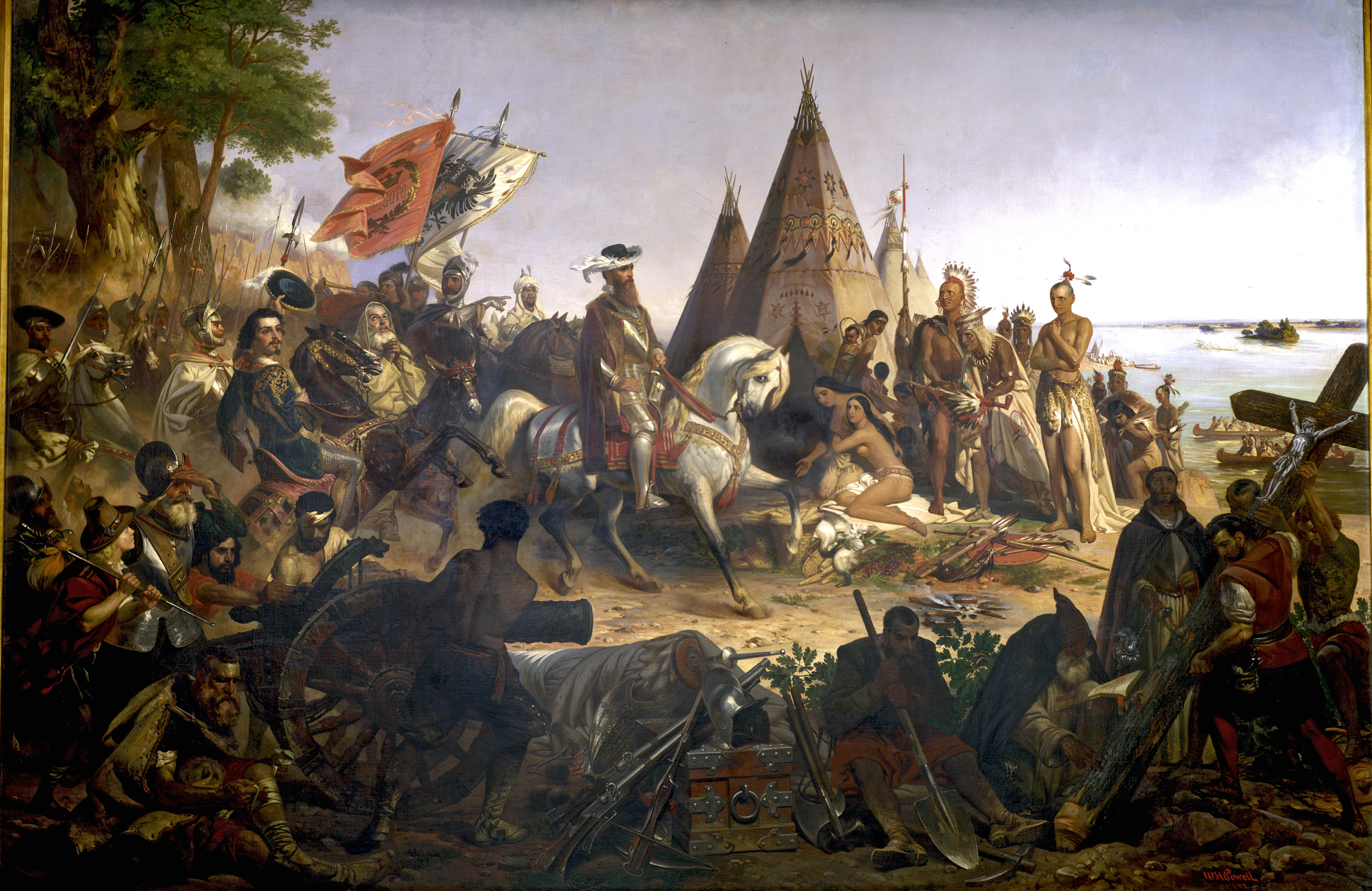
La scoperta del Mississippi in un quadro di George William Powell (1847) situato nella rotonda del Campidoglio.

#### 1541 - Ancora più ad ovest
La spedizione si diresse nuovamente a nord, nell'entroterra, dove poco dopo incontrò la tribù dei Chickasaw. De Soto chiese che gli fossero forniti 200 uomini per trasportare l'equipaggiamento della spedizione, ma gli indigeni rifiutarono la richiesta e, durante la notte, attaccarono il campo degli spagnoli mentre questi dormivano. Ancora una volta, la spedizione subì pesanti perdite: circa 40 spagnoli furono uccisi e, questa volta, l'intero equipaggiamento andò perduto. Secondo le testimonianze dei sopravvissuti, la situazione era così critica che sembrava imminente la totale distruzione della spedizione. Tuttavia, i Chickasaw, invece di sterminarli, decisero di lasciarli andare. L'8 maggio 1541, le truppe ormai decimate di de Soto giunsero finalmente di fronte a un'imponente distesa d'acqua: il Mississippi. Non è chiaro se de Soto sia stato realmente il primo europeo a vedere il grande fiume, come spesso viene riportato, ma fu sicuramente il primo a menzionarlo nei documenti ufficiali. Tuttavia, de Soto non mostrò grande interesse per la sua scoperta: considerava il fiume un ostacolo alla sua ricerca di gloria e ricchezze. Di fronte a un corso d'acqua ampio e turbolento, costantemente pattugliato da indigeni ostili, fu costretto a organizzare il trasporto di circa 400 uomini. Dopo aver trascorso un mese accampati sulla riva per costruire diverse zattere, gli spagnoli riuscirono ad attraversare il Mississippi, dirigendosi verso ovest. In seguito, vagarono per le regioni a ovest del fiume, nell'attuale Arkansas, Oklahoma e Texas, fino a stabilire il loro accampamento invernale a Utiangue, lungo il fiume Arkansas.

#### 1542 - Morte di de Soto
Dopo un inverno rigido, durante il quale, fatto insolito per la regione, cadde persino la neve, le truppe spagnole ripresero la marcia senza una meta precisa. Nel frattempo, morì anche Juan Ortiz, l'unico spagnolo che conosceva approfonditamente la regione, privando la spedizione della sua guida più esperta. Ormai sconfitti e demoralizzati, gli spagnoli tornarono sulle rive del Mississippi. Qui, il 21 maggio 1542, Hernando de Soto morì a causa di una malattia febbrile. Poiché aveva diffuso tra gli indigeni la credenza che i cristiani fossero immortali, i suoi uomini ritennero necessario nasconderne la morte. Avvolsero il suo corpo in coperte appesantite con sabbia e lo affondarono nel fiume, per evitare che la notizia si diffondesse tra le popolazioni locali. Mentre un uomo esperto avrebbe potuto attraversare la Spagna e il Portogallo in meno di un mese, gli uomini di de Soto vagarono per la Florida e il sud-est americano per quattro anni, senza trovare né i tesori sperati né un luogo adatto per avviare la colonizzazione della regione. A questo punto, la spedizione fu ufficialmente interrotta. Tuttavia, il ritorno non fu meno drammatico: ci volle più di un anno, segnato da ulteriori disavventure, prima che i sopravvissuti riuscissero a tornare in territorio spagnolo, in Messico, attraversando il Mississippi e il Golfo del Messico. Durante la discesa lungo il Mississippi, furono attaccati violentemente dai Natchez e da altre tribù, che nel frattempo si erano coalizzate contro di loro. Nonostante tutto, riuscirono a raggiungere il mare e, navigando lungo la costa, approdarono infine in Messico. Dei 700 uomini che erano partiti con de Soto, ne sopravvissero solo 311.

## Eredità

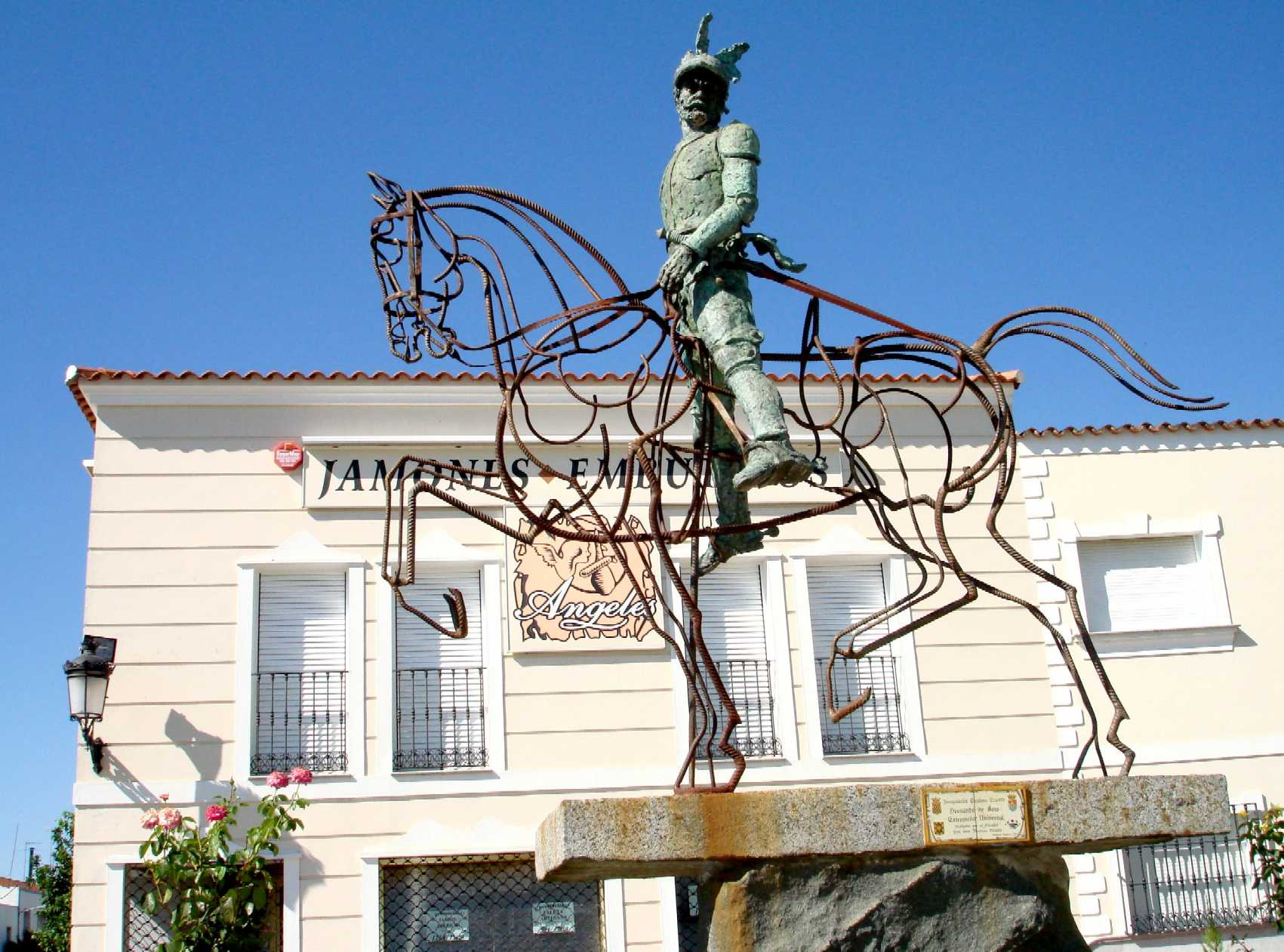
Monumento a de Soto a Barcarrota (provincia di Badajoz), in Spagna.

La spedizione di de Soto in Florida si rivelò un completo fallimento. Gli spagnoli non trovarono né oro né ricchezze, non fondarono colonie, e la figura di de Soto, all'epoca, assunse tratti più simili a quelli di un Don Chisciotte che di un nuovo Hernán Cortés. Tuttavia, la spedizione ebbe numerosi effetti collaterali.
Da un lato, lasciò un segno duraturo sulle regioni attraversate: alcuni cavalli fuggiti o rubati ai conquistadores formarono il nucleo originario delle future mandrie di mustang nordamericani. Inoltre, la spedizione contribuì a radicare un odio secolare tra indigeni ed europei, poiché il loro rapporto fu segnato fin dall'inizio da violenza e sfiducia reciproca. Ancora più devastanti delle sanguinose scaramucce, però, furono le malattie portate dagli spagnoli, che nel giro di pochi decenni spopolarono intere aree della regione. Già nel decennio successivo alla spedizione, molte popolazioni indigene abbandonarono le città colpite dalle epidemie, rifugiandosi in colline e paludi, trasformando radicalmente la struttura sociale locale. Lo storico Jared Diamond, nel suo saggio Armi, acciaio e malattie, sostiene tuttavia che questo processo fosse iniziato già prima dell'arrivo di de Soto, il quale trovò ripetutamente insediamenti abbandonati. Secondo Diamond, i patogeni europei avevano viaggiato più velocemente degli stessi conquistadores, colpendo le popolazioni indigene ancor prima del contatto diretto.
Le testimonianze raccolte durante la spedizione contribuirono significativamente alla conoscenza geografica, biologica ed etnologica della regione. In particolare, le descrizioni degli indigeni forniscono la prima fonte scritta sulle popolazioni del sud-est degli odierni Stati Uniti, nonché l'unica testimonianza diretta sulla loro cultura prima del contatto con altri europei. Gli uomini di de Soto furono sia i primi che gli ultimi europei a vedere la cultura del Mississippi nel suo pieno sviluppo. Inoltre, la spedizione, insieme a quella di Francisco Vásquez de Coronado, contribuì a ridefinire la politica spagnola nei confronti delle colonie a nord del Messico. Sebbene de Soto avesse rivendicato de jure vaste porzioni di territorio per la Corona spagnola, la colonizzazione effettiva si concentrò principalmente nell'odierna Florida e lungo la costa del Pacifico.
Oggi, diverse località portano il nome di de Soto. Le contee di DeSoto nel Mississippi e di DeSoto ed Hernando in Florida prendono il nome dal conquistador. De Soto, infatti, sbarcò nella Contea di Hernando e morì probabilmente nella Contea di DeSoto, sulle rive del Mississippi. Dal 1948, vicino a St. Petersburg, in Florida, è stato istituito il De Soto National Memorial. Numerose città statunitensi e l'ex marchio automobilistico DeSoto portano il suo nome.
Nel gennaio 2021, lo scrittore austriaco Franzobel, vincitore del Premio Ingeborg-Bachmann, ha pubblicato il romanzo Die Eroberung Amerikas (La conquista dell'America), che narra la spedizione di Ferdinando Desoto (secondo la dizione dell'autore). La trama si intreccia con una storia contemporanea, in cui le Prime Nazioni americane citano in giudizio la Corte Suprema per la restituzione delle loro terre.